# 斯卡加峡湾县
斯卡加峡湾县，冰岛的一个传统县，位于西北区。